# Revoltele cauzate de moartea lui Hachalu Hundessa
Revoltele cauzate de moartea lui Hachalu Hundessa au fost o serie de tulburări civile care au avut loc în Statul Oromia din Etiopia, mai precis în Addis Abeba, Shashemene și Jimma, în urma uciderii muzicianului oromoan Hachalu Hundessa din 29 iunie 2020. Revoltele duc la moartea a cel puțin 239 de persoane. Oromoanii a susținut proteste pașnice împotriva uciderii lui Hachalu și în străinătate.